# Mantua (Utah)
Mantua is een plaats (town) in de Amerikaanse staat Utah, en valt bestuurlijk gezien onder Box Elder County.

## Demografie
Bij de volkstelling in 2000 werd het aantal inwoners vastgesteld op 791.
In 2006 is het aantal inwoners door het United States Census Bureau geschat op 769, een daling van 22 (-2.8%).

## Geografie
Volgens het United States Census Bureau beslaat de plaats een oppervlakte van
14,5 km², waarvan 12,6 km² land en 1,9 km² water.

## Plaatsen in de nabije omgeving
De onderstaande figuur toont nabijgelegen plaatsen in een straal van 16 km rond Mantua.